# Gran Premio degli Stati Uniti d'America-Est 1982
Il Gran Premio degli Stati Uniti d'America-Est 1982 è stata la settima prova della stagione 1982 del Campionato mondiale di Formula 1. Si è corsa domenica 6 giugno 1982 sul Circuito di Detroit. La gara è stata vinta dal britannico John Watson su McLaren-Ford Cosworth; per il vincitore si trattò del quarto successo nel mondiale. Ha preceduto sul traguardo lo statunitense Eddie Cheever su Ligier-Matra e il francese Didier Pironi su Ferrari.
La gara venne interrotta dopo 6 giri per un incidente, e la classifica venne stilata per somma di tempi. Prevista su 70 giri, venne interrotta, definitivamente, dopo 62 tornate per il raggiungimento delle due ore di corsa.

## Vigilia

### Sviluppi futuri
La Brabham chiese alla BMW la firma di un contratto di fornitura dei motori in esclusiva, per la stagione 1983; in caso contrario, la scuderia di Bernie Ecclestone minacciò di non utilizzare più i propulsori tedeschi nel corso della stagione 1982.Niki Lauda confermò le voci di un suo possibile ritorno alla Scuderia Ferrari per il 1983.
I costruttori di motori turbo e le scuderie legate alla FOCA trovarono un accordo per ribassare il peso minimo delle vetture a 555 kg e di limitare a 230 litri, la quantità di carburante da caricare in vettura. L'accordo doveva essere sanzionato dalla FISA.

### Aspetti tecnici
Per la prima volta la Formula 1 utilizzò il tracciato cittadino disegnato lungo le strade di Detroit, la capitale statunitense dell'automobile. La pista, lunga 4.012 metri, si sviluppava lungo le sponde del Detroit River e attorno al Reinassance Center, ed era una tipica pista cittadina, con brevi rettilinei spezzati da chicane e curva lente. Vi era anche un tratto in tunnel, come accadeva sul Circuito di Monte Carlo. Fu il settimo tracciato statunitense a ospitare una gara valida quale prova del campionato mondiale di Formula 1.
I piloti furono molto critici in merito alla sicurezza della pista. Michele Alboreto, della Tyrrell, giudicò insufficienti le vie di fuga, minacciando anche di non correre qualora non fossero stati presi dei provvedimenti; Niki Lauda criticò particolarmente la curva al termine della Jefferson Drive, definendola pericolosissima.
Le prove libere del giovedì vennero cancellate in quanto gli organizzatori, per terminare i lavori di messa in sicurezza del tracciato, avevano proposto di posticiparne l'inizio alle 16:30, orario considerato troppo avanzato dalle scuderie.
Da questo gran premio l'Ensign passò a utilizzare gomme della Pirelli, in luogo delle precedenti Avon.

### Aspetti sportivi
La Scuderia Ferrari iscrisse, nuovamente, una sola vettura, per Didier Pironi, anche se, il 1º giugno venne annunciato l'ingaggio di  Patrick Tambay, per sostituire Gilles Villeneuve, perito nel corso delle prove del Gran Premio del Belgio. Il francese sarebbe stato impiegato dal Gran Premio d'Olanda.
La Toleman decise di non affrontare la trasferta nordamericana per migliorare la TG181B.
Il gran premio venne definito "degli Usa Est", per distinguerlo dalle altre due gare in programma negli Stati Uniti d'America nello stesso anno: una a Long Beach e una a Las Vegas. Ufficialmente considerato come prima edizione di questo gran premio, in realtà tale denominazione era già stata utilizzata nel mondiale di Formula 1, dal 1976 al 1980, per indicare la gara ospitata dal Watkins Glen International, pista stradale sita nello stato di New York (ufficialmente "Gran Premio degli Stati Uniti"). La gara venne anche denominata "Gran Premio di Detroit". Per l'allestimento del tracciato furono spesi 3.000.000 di dollari.

## Qualifiche

### Resoconto
La situazione della pista al venerdì non migliorò, tanto che venne annullata la sessione di prove ufficiali. Si diecise di effettuare due sessione, concentrate al sabato. Il tracciato venne ispezionato da Niki Lauda e Didier Pironi (quest'ultimo criticò pesantemente il tracciato definendolo "fuori legge"), mentre la FISA non aveva ancora concesso l'autorizzazione ad effettuare la gara. I piloti così, anche per motivi legati all'assicurazione, decisero di non effettuare, almeno inizialmente, nessun allenamento sul tracciato. I piloti della Formula SuperVee, che invece affrontarono la pista, misero in evidenza la sua scarsa ampiezza e la presenza di salti sull'asfalto. Successivamente anche i piloti della F1 effettuarono una sessione di prove libere. Nel corso delle prove libere del venerdì Jan Lammers, con la Theodore, andò a muro, infortunandosi il polso, e così non prendendo parte alle qualifiche del sabato.
Al sabato gli organizzatori esaudirono le richieste dei piloti in tema di sicurezza, così la qualifiche poterono svolgersi regolarmente, anche se molti piloti continuarono a criticare sia la scarsa sicurezza della pista sia la sua pochezza sul piano tecnico. Niki Lauda evidenziò le troppe ondulazioni della pista, anche se non la giudicò troppo pericolosa, in quanto lenta; Andrea De Cesaris criticò l'assenza di via di fuga, mentre qualche elogio venne da Elio De Angelis, che prospettò una gara comunque interessante.
Durante la prima sessione di qualifiche (dalle 9 alle 10 del mattino) Alain Prost ottenne la migliore prestazione, davanti a Andrea De Cesaris, Keke Rosberg e Didier Pironi: chiuse quinto, a sorpresa 5° Manfred Winkelhock su ATS. La sessione venne interrotta a dieci minuti dal termine per un incidente che vide coinvolti John Watson e Chico Serra.
La seconda sessione del sabato (prevista dalle 14 alle 15), di fatto, non modificò la classifica in quanto un forte temporale che si abbatté su Detroit rese impossibile ai piloti migliorare i tempi del mattino. Prost conquistò così la quinta pole position nel mondiale. Winkelhock, col quinto posto, ottenne il suo miglior risultato in qualifica. Non si qualificò invece il campione del mondo Nelson Piquet, che dopo aver scontato dei problemi al motore BMW al mattino, non fu in grado di entrare tra i primi 26 tempi al pomeriggio. Era dal Gran Premio di Monaco 1981, con Héctor Rebaque che una Brabham non riusciva a qualificarsi per una gara iridata, e dal Gran Premio del Canada 1980 che un campione del mondo in carica falliva la qualificazione, all'epoca Jody Scheckter.

### Risultati
I risultati delle qualifiche furono i seguenti:
| Pos | Nº | Pilota             | Costruttore              | Tempo       | Griglia |
| --- | -- | ------------------ | ------------------------ | ----------- | ------- |
| 1   | 15 | Alain Prost        | Renault                  | 1'48"537    | 1       |
| 2   | 22 | Andrea De Cesaris  | Alfa Romeo               | 1'48"872    | 2       |
| 3   | 6  | Keke Rosberg       | Williams-Ford Cosworth   | 1'49"264    | 3       |
| 4   | 28 | Didier Pironi      | Ferrari                  | 1'49"903    | 4       |
| 5   | 9  | Manfred Winkelhock | ATS-Ford Cosworth        | 1'50"066    | 5       |
| 6   | 23 | Bruno Giacomelli   | Alfa Romeo               | 1'50"252    | 6       |
| 7   | 12 | Nigel Mansell      | Lotus-Ford Cosworth      | 1'50"294    | 7       |
| 8   | 11 | Elio De Angelis    | Lotus-Ford Cosworth      | 1'50"443    | 8       |
| 9   | 25 | Eddie Cheever      | Ligier-Matra             | 1'50"520    | 9       |
| 10  | 8  | Niki Lauda         | McLaren-Ford Cosworth    | 1'51"026    | 10      |
| 11  | 14 | Roberto Guerrero   | Ensign-Ford Cosworth     | 1'51"039    | 11      |
| 12  | 5  | Derek Daly         | Williams-Ford Cosworth   | 1'51"227    | 12      |
| 13  | 26 | Jacques Laffite    | Ligier-Matra             | 1'51"270    | 13      |
| 14  | 2  | Riccardo Patrese   | Brabham-Ford Cosworth    | 1'51"508    | 14      |
| 15  | 16 | René Arnoux        | Renault                  | 1'51"514    | 15      |
| 16  | 3  | Michele Alboreto   | Tyrrell-Ford Cosworth    | 1'51"618    | 16      |
| 17  | 7  | John Watson        | McLaren-Ford Cosworth    | 1'51"868    | 17      |
| 18  | 17 | Jochen Mass        | March-Ford Cosworth      | 1'52"271    | 18      |
| 19  | 29 | Marc Surer         | Arrows-Ford Cosworth     | 1'52"316    | 19      |
| 20  | 4  | Brian Henton       | Tyrrell-Ford Cosworth    | 1'52"867    | 20      |
| 21  | 18 | Raul Boesel        | March-Ford Cosworth      | 1'52"870    | 21      |
| 22  | 31 | Jean-Pierre Jarier | Osella-Ford Cosworth     | 1'52"988    | 22      |
| 23  | 32 | Riccardo Paletti   | Osella-Ford Cosworth     | 1'54"084    | NP      |
| 24  | 30 | Mauro Baldi        | Arrows-Ford Cosworth     | 1'54"332    | 24      |
| 25  | 10 | Eliseo Salazar     | ATS-Ford Cosworth        | 1'55"633    | 25      |
| 26  | 20 | Chico Serra        | Fittipaldi-Ford Cosworth | 1'55"848    | 26      |
| NQ  | 19 | Emilio de Villota  | March-Ford Cosworth      | 1'56"589    | NQ      |
| NQ  | 1  | Nelson Piquet      | Brabham-BMW              | 1'57"779    | NQ      |
| NQ  | 33 | Jan Lammers        | Theodore-Ford Cosworth   | senza tempo | NQ      |

## Warm-up
Durante il Warm-up della domenica mattina, Riccardo Paletti, pilota dell'Osella, perse la ruota posteriore destra e finì contro le barriere. Il milanese ne uscì indenne ma la vettura non poté essere riparata in tempo per la gara, e il muletto era già utilizzato dal compagno di scuderia Jean-Pierre Jarier. Per la prima volta Paletti era riuscito a qualificarsi per una gara a ranghi completi ma fu costretto a dare forfait. Non venne sostituito in griglia da nessun altro concorrente.

## Gara

### Resoconto
Jean-Pierre Jarier forò nel corso del giro di formazione: costretto ai box, vi prese il via con un certo ritardo.
Al via Alain Prost mantenne il comando seguito da Andrea De Cesaris, Keke Rosberg (questi due duellarono a lungo nel corso del primo giro) e Didier Pironi. Già nel corso del primo giro, nelle retrovie, vi fu un incidente tra Mauro Baldi e Raul Boesel. Anche Michele Alboreto ed Eliseo Salazar subirono delle toccate nel primo giro, tanto da essere costretti ai box. Entrambi però furono capaci di ripartire. Nel secondo passaggio Manfred Winkelhock urtò un guard rail e si fermò poco dopo.
Al terzo giro De Cesaris fu costretto a rientrare ai box con un semiasse rotto: per lui la gara terminò così. Al settimo giro la vettura di Elio De Angelis, mentre tentava di superare quella di Roberto Guerrero, alla fine del rettilineo d'arrivo, entrò in contatto con quest'ultima: la Ensign del colombiano si alzò da terra e andò a sbattere contro le barriere; Riccardo Patrese non si accorse della macchina di Guerrero, frenò di colpo ma non poté evitare il contatto contro le barriere. Entrambi i piloti erano indenni ma dalla macchina di Patrese si sviluppò un principio di incendio da un freno posteriore:  la posizione pericolosa delle vetture indusse il direttore di gara a sospendere la corsa. La classifica sarebbe stata stilata per somma dei tempi. Al momento dell'interruzione la classifica vedeva al comando Alain Prost, seguito da Keke Rosberg, Didier Pironi, Nigel Mansell, Bruno Giacomelli, Eddie Cheever e Niki Lauda.
Winkelhock, Patrese e Guerrero si risposizionarono sulla griglia di partenza coi rispettivi muletti, ma la direzione di corsa non permise a loro di riprendere la gara. Il gran premio venne fatto ripartire dopo un'ora, vista anche la difficoltà che gli organizzatori trovarono nello spostare le vetture incidentate.
Alla ripartenza Nigel Mansell perse rapidamente diverse posizioni, tanto da crollare in ottava posizione. Chi ne approfittò fu soprattutto René Arnoux che prese una posizione a Lauda, ponendosi sesto, dietro a Cheever. L'austriaco si rifece al giro 12, quando passò nuovamente Arnoux. La sua Renault soffriva di un guaio all'iniezione, che lo fece scendere in classifica di un paio di posizioni.
Lo stesso problema si verificò sull'altra vettura, quella del battistrada Prost, che presto venne raggiunto da Rosberg. Al ventitreesimo passaggio Rosberg fu capace di sorpassare Prost, che però restava primo nella classifica per addizione dei tempi. Già però un giro dopo il vantaggio del finlandese salì, tanto da cancellare il vantaggio di Prost al momento dell'interruzione della gara.
Al giro 26 Giacomelli andò in testacoda alla curva Atwater, rimase in gara, ma venne passato sia da Cheever che da Lauda. Intanto proseguivano le difficoltà per Prost, che nel giro di pochi passaggi, venne superato sia da Didier Pironi che da Eddie Cheever e Niki Lauda. Il francese però, grazie al vantaggio accumulato nella prima parte di gara, restava comunque terzo. Il francese venne passato poi anche da Giacomelli e Watson.
Al trentesimo passaggio John Watson passò Giacomelli. Il nordirlandese proseguì la sua rimonta, avvicinandosi a Lauda. Ciò fece avvicinare anche Giacomelli, che tentò di riprendersi la posizione: le due monoposto però collisero, l'Alfa Romeo ruppe una sospensione e finì contro le barriere.
Tre giri dopo Watson ebbe la meglio su Lauda e si avvicinò anche a Cheever, rallentato da Pironi. Watson prima passò Cheever sul rettilineo Larned, poi, su quello della Jefferson Drive, anche Pironi. Due giri dopo Cheever, sempre impossibilitato a passare Pironi, cedette una posizione anche a Lauda. L'austriaco passò in seguito il francese della Scuderia Ferrari il giro seguente.
Watson completò la sua rimonta al giro 38, passando anche Rosberg. Il finlandese, grazie alla classifica per somma di tempi, rimase però primo, davanti a Niki Lauda e John Watson. Al quarantunesimo giro Lauda sbagliò la manovra di sorpasso su Rosberg, finendo a muro. Ne approfittò Cheever che riuscì invece a superare il finnico. Più dietro Pironi fu autore di un testacoda, in cui perse una posizione in favore di Laffite.
Al giro 43 Watson scavò un margine sufficiente su Rosberg per essere considerato effettivamente primo in classifica. Terzo era Eddie Cheever, poi Jacques Laffite, Didier Pironi e Derek Daly. Al giro 48 un leggero contatto tra Laffite e Rosberg non costrinse il francese al ritiro che, anzi, fu anche capace di passare il pilota della Williams. Un giro dopo Pironi passò anch'egli Rosberg e, al giro 52, anche Laffite. Rosberg venne passato anche da Daly: il finlandese, sesto in pista, era quarto in classifica.
La Ligier di Laffite era comunque danneggiata: venne così ripassata da entrambe le Williams. Al sessantaduesimo passaggio venne dichiarata la fine del gran premio, per il raggiungimento delle due ore di gara (la gara prevedeva inizialmente 70 giri).
John Watson vinse per la quarta volta in carriera (secondo successo stagionale), davanti a Eddie Cheever, Didier Pironi e le due Williams.

### Risultati
I risultati del gran premio furono i seguenti:
| Pos | No | Pilota             | Team                     | Giri | Tempo/Ritiro                             | Griglia | Punti |
| --- | -- | ------------------ | ------------------------ | ---- | ---------------------------------------- | ------- | ----- |
| 1   | 7  | John Watson        | McLaren-Ford Cosworth    | 62   | 1h58'41"043                              | 17      | 9     |
| 2   | 25 | Eddie Cheever      | Ligier-Matra             | 62   | + 15"726                                 | 9       | 6     |
| 3   | 28 | Didier Pironi      | Ferrari                  | 62   | + 28"077                                 | 4       | 4     |
| 4   | 6  | Keke Rosberg       | Williams-Ford Cosworth   | 62   | + 1'11"976                               | 3       | 3     |
| 5   | 5  | Derek Daly         | Williams-Ford Cosworth   | 62   | + 1'23"757                               | 12      | 2     |
| 6   | 26 | Jacques Laffite    | Ligier-Matra             | 61   | + 1 giro                                 | 13      | 1     |
| 7   | 17 | Jochen Mass        | March-Ford Cosworth      | 61   | + 1 giro                                 | 18      |       |
| 8   | 29 | Marc Surer         | Arrows-Ford Cosworth     | 61   | + 1 giro                                 | 19      |       |
| 9   | 4  | Brian Henton       | Tyrrell-Ford Cosworth    | 60   | + 2 giri                                 | 20      |       |
| 10  | 16 | René Arnoux        | Renault                  | 59   | + 3 giri                                 | 15      |       |
| 11  | 20 | Chico Serra        | Fittipaldi-Ford Cosworth | 59   | + 3 giri                                 | 26      |       |
| NC  | 15 | Alain Prost        | Renault                  | 54   | + 8 giri                                 | 1       |       |
| Rit | 12 | Nigel Mansell      | Lotus-Ford Cosworth      | 44   | Motore                                   | 7       |       |
| Rit | 8  | Niki Lauda         | McLaren-Ford Cosworth    | 40   | Collisione con K.Rosberg                 | 10      |       |
| Rit | 3  | Michele Alboreto   | Tyrrell-Ford Cosworth    | 40   | Testacoda                                | 16      |       |
| Rit | 23 | Bruno Giacomelli   | Alfa Romeo               | 30   | Collisione con N.Lauda                   | 6       |       |
| Rit | 11 | Elio De Angelis    | Lotus-Ford Cosworth      | 17   | Cambio                                   | 8       |       |
| Rit | 10 | Eliseo Salazar     | ATS-Ford Cosworth        | 13   | Testacoda                                | 25      |       |
| Rit | 14 | Roberto Guerrero   | Ensign-Ford Cosworth     | 6    | Collisione con R.Patrese                 | 11      |       |
| Rit | 2  | Riccardo Patrese   | Brabham-Ford Cosworth    | 6    | Collisione con R.Guerrero                | 14      |       |
| Rit | 22 | Andrea De Cesaris  | Alfa Romeo               | 2    | Trasmissione                             | 2       |       |
| Rit | 31 | Jean-Pierre Jarier | Osella-Ford Cosworth     | 2    | Iniezione                                | 22      |       |
| Rit | 9  | Manfred Winkelhock | ATS-Ford Cosworth        | 1    | Incidente                                | 5       |       |
| Rit | 18 | Raul Boesel        | March-Ford Cosworth      | 0    | Collisione con M.Baldi                   | 21      |       |
| Rit | 30 | Mauro Baldi        | Arrows-Ford Cosworth     | 0    | Collisione con R.Boesel                  | 24      |       |
| NP  | 32 | Riccardo Paletti   | Osella-Ford Cosworth     | 0    | Incidente nel warm-up                    | 23      |       |
| NQ  | 19 | Emilio de Villota  | March-Ford Cosworth      |      |                                          |         |       |
| NQ  | 1  | Nelson Piquet      | Brabham-BMW              |      |                                          |         |       |
| SP  | 33 | Jan Lammers        | Theodore-Ford Cosworth   |      | Infortunato nel corso delle prove libere |         |       |

## Classifiche

### Piloti
| Pos. | Pilota             | Punti |
| ---- | ------------------ | ----- |
| 1    | John Watson        | 26    |
| 2    | Didier Pironi      | 20    |
| 3    | Alain Prost        | 18    |
| 4    | Keke Rosberg       | 17    |
| 5    | Riccardo Patrese   | 13    |
| 6    | Niki Lauda         | 12    |
| 7    | Michele Alboreto   | 10    |
| =    | Eddie Cheever      | 10    |
| 9    | Elio De Angelis    | 7     |
| 10   | Nigel Mansell      | 7     |
| 11   | Carlos Reutemann   | 6     |
| =    | Gilles Villeneuve  | 6     |
| 13   | René Arnoux        | 4     |
| =    | Andrea De Cesaris  | 4     |
| 15   | Jean-Pierre Jarier | 3     |
| 16   | Derek Daly         | 3     |
| 17   | Manfred Winkelhock | 2     |
| =    | Eliseo Salazar     | 2     |
| =    | Nelson Piquet      | 2     |
| 20   | Chico Serra        | 1     |
| =    | Jacques Laffite    | 1     |

### Costruttori
| Pos. | Team                     | Punti |
| ---- | ------------------------ | ----- |
| 1    | McLaren-Ford Cosworth    | 38    |
| 2    | Ferrari                  | 26    |
| 3    | Williams-Ford Cosworth   | 26    |
| 4    | Renault                  | 22    |
| 5    | Lotus-Ford Cosworth      | 14    |
| 6    | Brabham-Ford Cosworth    | 13    |
| 7    | Ligier-Matra             | 11    |
| 8    | Tyrrell-Ford Cosworth    | 10    |
| 9    | Alfa Romeo               | 4     |
| 10   | ATS-Ford Cosworth        | 4     |
| 11   | Osella-Ford Cosworth     | 3     |
| 12   | Brabham-BMW              | 2     |
| 13   | Fittipaldi-Ford Cosworth | 1     |